# Юань Мей
Юань Мей (*1716 — †1797) — китайський поет, письменник та гастроном часів династії Цін.

## Життєпис
Походив з родини службовців. Народився у Цяньтані, провінція Чжецзян. Отримав гарну освіту. У 1739 році йому став цзіньши, після чого Юаня було призначено до академії Ханлінь. Однак він не склав іспит з мови, тому не зміг розпочати свою діяльність в академії. Замість цього Юань Мея було призначено провінційним суддею. З 1742 до 1748 року Юань Мей служив в чотирьох різних провінціях Цзянсу. У 1748 році його було призначений керувати адміністрацією у Нанкіні, проте незабаром він залишив свій пост і повернувся до Цяньтана, де мешкав до самої смерті у 1797 році.

## Творчість
Юань Мей є автором численних віршів та нарисів. Його мова чітка та вишукана, елегантна. Однією з відомих поем є «У чому краса маленьких ніжок?». Крім того, склав трактат щодо створення віршів «У парку поезії», де підкреслив важливість відображення у віршах особистих почуттів при технічній досконалості самої поезії.
У своїх творах Юань Мей часто відображав побачене під час державної служби, перебування у столиці. Цьому присвячені трактат про походження імператорських іспитів, їх сутність. також за результатами своїх численних подорожів створив працю «Нариси про мандрівки по горам Гуйліня». Також написав збірку невеличких оповідань «Нові записи Ци Це, або Про що не казав Конфуцій».
Водночас Юань Мей був відомим гастрономом та гурманом свого часу. Він відстоював збереження китайських традицій у кулінарії, виступаючи проти засилля маньчжурської кухні. Він значну частину життя присвятив збору рецептів, які увійшли до збірки «У парку рецептів».